# Venuše z Tan-Tanu
Venuše z Tan-Tanu je kámen ve tvaru lidské postavy nalezený v jižním Maroku. Vedou se spory, zda jde o přírodní objekt nebo o výtvor pravěkého člověka.
Figurka z kvarcitu je vysoká 6 cm, na šířku měří 2,6 cm a na délku 1,2 cm. Váží 10 gramů. Vyznačuje se nápadně výraznými ženskými tvary a je pokryta červeným okrem. Vykopal ji v roce 1999 německý archeolog Lutz Fiedler na břehu řeky Dra u města Tan-Tan. Podle okolních sedimentů byla datována do období acheuléenu před 300 000 až 500 000 lety. Pokud byla vytvořena člověkem, byla by Venuše z Tan-Tanu prvním známým uměleckým dílem (nejstarší dosud známou soškou je Venuše z Hohle Fels, která vznikla přibližně před čtyřiceti tisíci lety). Venuše je uložena v Národním archeologickém muzeu v Rabatu.
Výzkumem venuše se zabýval Robert G. Bednarik, který ji označil termínem proto-figurine. Potvrdil, že kámen byl pozměněn do současné podoby, nelze však dokázat, zda šlo o přirozené zvětrávání nebo o zásah lidské ruky. Bednarik však předpokládá, že pro člověka vzpřímeného byla figurka kultovním předmětem, který byl nabarven okrem a přenášen při migracích tlupy. Naproti tomu antropolog Stanley H. Ambrose z Univerzity Illinois v Urbana Champaign označuje Venuši z Tan-Tanu za pouhou hříčku přírody (tzv. geofakt).
Podobně sporný nález „venuše“ pochází od jezera Ram na Golanských výšinách, kde ji v roce 1981 objevila Naama Goren-Inbar.